# Feretia
Feretia é um género botânico pertencente à família Rubiaceae.

## Espécies
- Feretia aeruginescens
- Feretia apodanthera
- Feretia virgata